# Ачерно
Ачерно (італ. Acerno) — муніципалітет в Італії, у регіоні Кампанія,  провінція Салерно.
Ачерно розташоване на відстані близько 250 км на південний схід від Рима, 70 км на схід від Неаполя, 25 км на схід від Салерно.
Населення — 2831 особа (2014).
Щорічний фестиваль відбувається 7 серпня. Покровитель — San Donato.

## Демографія
Населення за роками:

Станом на 1 січня 2023 року в муніципалітеті офіційно проживало 60 іноземців з 10 країн, серед них 26 громадян країн Євросоюзу.

## Сусідні муніципалітети
- Баньолі-Ірпіно
- Калабритто
- Кампанья
- Джиффоні-Валле-П'яна
- Монтекорвіно-Ровелла
- Монтелла
- Олевано-суль-Тушіано
- Сенеркія